# Mickaël Capelli
Pour les articles homonymes, voir Capelli.

a Compétitions nationales et continentales officielles uniquement.

b Matchs officiels uniquement.
Dernière mise à jour le 10 novembre 2024.
Mickaël Capelli, né le 18 mars 1997 à Échirolles (Isère), est un joueur français de rugby à XV. Il joue au poste de deuxième ligne au Section paloise depuis 2022.
Il remporte le Championnat de France avec le Montpellier Hérault Rugby en 2022.

## Biographie

### Jeunesse et formation
Mickaël Capelli naît le 18 mars 1997 à Échirolles dans l'Isère. Il commence le rugby à XV au Voreppe rugby club (VRC), puis il joue au Rugby Club Chartreuse Néron (RCCN). En 2009 il rejoint le SO Voiron, puis il entre au centre de formation du FC Grenoble en 2012.

### En club

#### FC Grenoble rugby (2016-2020)
Mickaël Capelli dispute son premier match avec l'équipe professionnelle grenobloise le 5 juin 2016, lors de la dernière journée de la saison 2015-2016 de Top 14 face au Stade toulousain en entrant en jeu à la 50e minute à la place de Mathias Marie.
Il connait sa première titularisation en Top 14 le 1er octobre 2016, à nouveau face au Stade toulousain. Durant la saison 2016-2017 de Top 14, il dispute 10 matchs de Top 14 et 6 matchs de Challenge européen.
Redescendu avec Grenoble en Pro D2 à l'issue de la saison précédente, il inscrit son premier essai en équipe professionnelle le 15 septembre 2017 face à l'AS Béziers lors de la 5e journée de la saison 2017-2018 de Pro D2. Le 29 novembre 2017, il reçoit l'Oscar Midi olympique. Il dispute son dernier match le 6 octobre 2017 lors de la 7e journée de championnat face au RC Narbonne avant de se faire opérer d'une hernie discale. Il fait son retour à la compétition le 15 avril 2018 lors de la dernière journée de championnat face à Soyaux Angoulême XV Charente. Il est remplaçant lors de la finale perdue de Pro D2 face à l'USA Perpignan (13 à 38) mais il est titulaire lors de l'access match gagné face à Oyonnax Rugby (47 à 22).
Il se blesse dès la 1re journée de la saison 2018-2019 de Top 14 fin août 2018 face au Stade rochelais et souffre d'une rupture du ligament interne du genou. Il fait son retour le 24 novembre 2018 face au Racing 92. Il se blesse de nouveau en avril 2019 et manque la fin de la saison. Au total, il dispute 13 matchs de Top 14 et 3 matchs de Challenge européen. En 2018, il renouvelle son contrat qui le lie désormais jusqu'en 2021 avec le FC Grenoble.
Durant la saison 2019-2020 de Pro D2, il dispute 18 matchs de championnat et inscrit un essai.

#### Montpellier Hérault Rugby (2020-2022)
A l'été 2020, il s'engage avec le Montpellier Hérault Rugby jusqu'en juin 2023.
Il commence la saison 2020-2021 de Top 14 le 10 octobre 2020 face au RC Toulon. Absent depuis le 14 novembre 2020, en raison d'une blessure au pied, il reprend la compétition en février 2021 après deux mois et demi d'absence. Finalement, il ne dispute que 8 matchs de Top 14 cette saison là.
Durant la saison 2021-2022, son club, le MHR, termine à la deuxième place de la phase régulière et se qualifie donc pour les phases finales. Lors de la demi-finale, il est remplaçant et n'entre pas en jeu. Le MHR et bat l'Union Bordeaux Bègles, se qualifiant ainsi pour la finale. Le 24 juin 2022, il est de nouveau remplaçant lors de la finale du Top 14 face au Castres olympique. Cette fois il entre en jeu à la place de Bastien Chalureau et les siens s'imposent sur le score de 29 à 10,. Il remporte ainsi le premier titre de sa carrière. Cette saison 2021-2022, il joue douze matchs toutes compétitions confondues et marque un essai.

#### Section paloise (depuis 2022)
Après deux saisons passées à Montpellier, il rejoint, en juin 2022, la Section paloise. Il y signe un contrat d'une durée de trois ans, ce qui le lie au club jusqu'en 2025.
Durant la saison 2022-2023 de Top 14, il ne dispute que neuf matchs de championnat et deux matchs de Challenge Cup en raison d'une longue absence entre le 22 janvier et 28 mai 2023 en raison de commotions à répétition.
Lors des douze premières journées de la saison 2023-2024 de Top 14, il dispute neuf matchs dont sept en tant que titulaire et est un joueur majeur du pack palois. Il inscrit son premier essai avec le club béarnais le 25 novembre 2023 face au Stade français Paris. Lors de la 12e journée face au Stade rochelais, le 6 janvier 2024, il sort sur blessure et après examen, il est révélé qu'il souffre d'une rupture du ligament croisé antérieur à un genou et il voit sa saison terminée. 
En juin 2024, malgré son temps de jeu limité à cause de blessures, il prolonge son contrat jusqu'en juin 2027, avec une année supplémentaire en option.
Il fait son retour à la compétition après dix mois d'absence le 19 octobre 2024 en tant que titulaire face au Stade toulousain pour le compte de la 7e journée de Top 14. Face au Racing 92, le  2 novembre 2024, et après seulement 3 matchs disputés, il se rompt une nouvelle fois les ligaments croisés du même genou et voit sa saison terminée.

### En équipe nationale
Il est international moins de 16 ans, 17 ans, 18 ans et 19 ans.
Mickaël Capelli remporte le titre de champion d'Europe à Toulouse en 2015, lors d'une finale à sens unique face à la Géorgie (57 à 0). 
En 2016, il intègre le Pôle France moins de 20 ans.
En 2017, il participe au Championnat du monde junior.

## Statistiques
| Saison                       | Club                         | Championnat | Championnat | Championnat | Coupe d'Europe                         | Coupe d'Europe                         | Coupe d'Europe                         |
| Saison                       | Club                         | Compétition | Matches     | Essais      | Compétition                            | Matches                                | Essais                                 |
| ---------------------------- | ---------------------------- | ----------- | ----------- | ----------- | -------------------------------------- | -------------------------------------- | -------------------------------------- |
| 2015-2016                    | FC Grenoble rugby            | Top 14      | 1           | 0           | Challenge européen                     | 0                                      | 0                                      |
| 2016-2017                    | FC Grenoble rugby            | Top 14      | 10          | 0           | Challenge européen                     | 6                                      | 0                                      |
| 2017-2018                    | FC Grenoble rugby            | Pro D2      | 10          | 1           | Pas de qualification en Coupe d'Europe | Pas de qualification en Coupe d'Europe | Pas de qualification en Coupe d'Europe |
| 2017-2018                    | FC Grenoble rugby            | Top 14      | 1           | 0           | Pas de qualification en Coupe d'Europe | Pas de qualification en Coupe d'Europe | Pas de qualification en Coupe d'Europe |
| 2018-2019                    | FC Grenoble rugby            | Top 14      | 13          | 0           | Challenge européen                     | 3                                      | 1                                      |
| 2019-2020                    | FC Grenoble rugby            | Pro D2      | 18          | 1           | Pas de qualification en Coupe d'Europe | Pas de qualification en Coupe d'Europe | Pas de qualification en Coupe d'Europe |
| Sous-total FC Grenoble rugby | Sous-total FC Grenoble rugby | Pro D2      | 28          | 2           | Challenge européen                     | 9                                      | 1                                      |
| Sous-total FC Grenoble rugby | Sous-total FC Grenoble rugby | Top 14      | 25          | 0           | Challenge européen                     | 9                                      | 1                                      |
| 2020-2021                    | Montpellier HR               | Top 14      | 8           | 0           | Challenge européen                     | 0                                      | 0                                      |
| 2021-2022                    | Montpellier HR               | Top 14      | 9           | 1           | Coupe d'Europe                         | 3                                      | 0                                      |
| Sous-total Montpellier HR    | Sous-total Montpellier HR    | Top 14      | 17          | 1           | Challenge européen                     | 0                                      | 0                                      |
| Sous-total Montpellier HR    | Sous-total Montpellier HR    | Top 14      | 17          | 1           | Champions Cup                          | 3                                      | 0                                      |
| 2022-2023                    | Section paloise              | Top 14      | 9           | 0           | Challenge Cup                          | 2                                      | 0                                      |
| 2023-2024                    | Section paloise              | Top 14      | 9           | 1           | Challenge Cup                          | 1                                      | 0                                      |
| 2024-2025                    | Section paloise              | Top 14      | 3           | 0           | Challenge Cup                          | 0                                      | 0                                      |
| Sous-total Section paloise   | Sous-total Section paloise   | Top 14      | 21          | 0           | Challenge Cup                          | 3                                      | 0                                      |

## Palmarès

### En club
- Championnat de France :
  - Champion (1) : 2022 avec le Montpellier HR.
- Championnat de France de Pro D2 :
  - Vice-champion (1) : 2018 avec le FC Grenoble
- Barrage d'accession :
  - Vainqueur (1) : 2018 avec le FC Grenoble
  - Finaliste (1) : 2019 avec le FC Grenoble